# 691 Ліхай
691 Ліхай (691 Lehigh) — астероїд головного поясу, відкритий 11 грудня 1909 року.
Тіссеранів параметр щодо Юпітера — 3,199.